# Ansager Sogn
Ansager Sogn er et sogn i Varde Provsti (Ribe Stift).
I 1800-tallet var Ansager Sogn et selvstændigt pastorat. Det hørte til Øster Horne Herred i Ribe Amt. Ansager var en selvstændig sognekommune, men ved kommunalreformen i 1970 blev den delt mellem Ølgod Kommune, der fik hovedparten med byerne Ansager og Skovlund, og Grindsted Kommune, der fik den mindste del med byen Stenderup (Stenderup-Krogager). Ved strukturreformen i 2007 indgik Ølgod Kommune i Varde Kommune, og Grindsted Kommune indgik i Billund Kommune.
Skovlund Kirke blev opført i 1972, og samme år blev Skovlund Sogn udskilt fra Ansager Sogn. Stenderup Kirke blev opført i 1909. I 1979 blev Stenderup Sogn udskilt fra Ansager Sogn.  
I Ansager Sogn ligger Ansager Kirke.
I sognet findes følgende autoriserede stednavne:
- Ansager (bebyggelse, ejerlav)
- Ansager Plantage (areal)
- Grønmose (areal)
- Kvie (bebyggelse, ejerlav)
- Kvie Sø (bebyggelse, vandareal)
- Kærbæk (bebyggelse)
- Lavborg (bebyggelse)
- Pøtmose (areal)
- Skodborg Høj (areal)
- Ulknud (bebyggelse)
- Vestermark (bebyggelse)